# بيل ستانلي
بيل ستانلي (بالإنجليزية: Bill Stanley)‏ هو محامي وسياسي أمريكي، ولد في 21 يوليو 1967 في ميلتون في الولايات المتحدة. حزبياً، نشط في الحزب الجمهوري. وقد انتخب عضو مجلس ولاية فرجينيا.